# Skylar Grey
Holly Brook-Haffermann (Mazomanie, Wisconsin, Estados Unidos, 23 de febrero de 1986), conocida artísticamente como Skylar Grey, es una cantante, compositora y productora estadounidense.
Comenzó grabando con la discográfica Machine Shop Recordings bajo el nombre de Holly Brook y lanzó su álbum debut "Like Blood Like Honey" en 2006. Coescribió las tres versiones de Love the Way You Lie (para Eminem y Rihanna) con Alex da Kid, quien la contrató para su sello discográfico KIDinaKORNER. También ha colaborado como vocalista invitada en canciones de diversos músicos: en las canciones Where'd You Go y Be Somebody de Fort Minor (Mike Shinoda); en Coming Home de Diddy-Dirty Money; en I Need a Doctor de Dr. Dre; en Words I Never Said de Lupe Fiasco; en Room for Happiness de Kaskade; en The Last Day de Moby y en Rise de David Guetta.

## Discografía

### Álbumes de estudio
- 2006: Like Blood Like Honey (como Holly Brook)
- 2013: Don't Look Down
- 2016: Natural Causes
- 2022: Skylar Grey

### EP
- Holly Brook EP (como Holly Brook)
- O'Dark:Thirty EP (como Holly Brook)
- The Buried Sessions of Skylar Grey
- Shot Me Down EP
- Angel With Tattoos

### Sencillos
| Año  | Título                           | Álbum            |
| ---- | -------------------------------- | ---------------- |
| 2011 | «Dance Without You»              | —                |
| 2011 | «Invisible»                      |                  |
| 2012 | «C'mon Let Me Ride» (con Eminem) | Don't Look Down  |
| 2013 | «Final Warning»                  | Don't Look Down  |
| 2013 | «Wear Me Out»                    | Don't Look Down  |
| 2013 | «White Suburban»                 | Don't Look Down  |
| 2015 | «Cannonball» (con X Ambassadors) | Sonic Footprints |
| 2016 | «Moving Mountains»               | --------         |

### Colaboraciones y apariciones
| Año  | Canción                                       | Álbum                       | Artista(s)                                  | Participación           |
| ---- | --------------------------------------------- | --------------------------- | ------------------------------------------- | ----------------------- |
| 2004 | «Here Comes the Rain Again»                   | Dozi Goes DJ Swiss          | —                                           | Vocalista               |
| 2004 | «Follow Me»                                   | Dozi Goes DJ Swiss          |                                             | Vocalista               |
| 2004 | «How I Was to Know»                           | Dozi Goes DJ Swiss          |                                             | Vocalista               |
| 2005 | «Be Somebody» (con Lupe Fiasco)               | The Rising Tied             | Fort Minor                                  | Vocalista               |
| 2005 | «Where'd You Go» (con Jonah Matranga)         | The Rising Tied             | Fort Minor                                  | Vocalista               |
| 2005 | «Done With Like»                              | Finally Out of P.E.         | Brie Larson                                 | Compositora             |
| 2005 | «She Said»                                    | Finally Out of P.E.         | Brie Larson                                 | Compositora             |
| 2009 | «And Now We Sing»                             | Whisper House               | Duncan Sheik                                | Vocalista               |
| 2009 | «No Sad Tomorrow» (con Mike Mass)             | Wanna Snuggle?              | Apathy                                      | Vocalista               |
| 2009 | «Victim»                                      | Wanna Snuggle?              | Apathy                                      | Vocalista               |
| 2009 | «All I Want is Love»                          | Listen                      | Duncan Sheik, Spring Awakening Cast Members | Vocalista               |
| 2010 | «Hero 2.0»                                    | —                           | Badassjackson                               | Vocalista               |
| 2010 | «Coming Home»                                 | Last Train to Paris         | Diddy-Dirty Money                           | Vocalista y compositora |
| 2010 | «Love the Way You Lie» (con Rihanna)          | Recovery                    | Eminem                                      | Compositora             |
| 2010 | «Love the Way You Lie (Part II)» (con Eminem) | Loud                        | Rihanna                                     | Compositora             |
| 2010 | «Castle Walls» (con Christina Aguilera)       | No Mercy                    | T.I.                                        | Compositora             |
| 2011 | «I Need a Doctor» (con Eminem)                | Detox                       | Dr. Dre                                     | Vocalista y compositora |
| 2011 | «Words I Never Said»                          | Lasers                      | Lupe Fiasco                                 | Vocalista y compositora |
| 2012 | «Room for Happiness»                          | Fire & Ice                  | Kaskade                                     | Vocalista y compositora |
| 2012 | «Clarity» (con Foxes)                         | Clarity                     | Zedd                                        | Compositora             |
| 2012 | «Our House» (con Eminem)                      | Welcome to: Our House       | Slaughterhouse                              | Vocalista y compositora |
| 2012 | «Rescue Me»                                   | Welcome to: Our House       | Slaughterhouse                              | Vocalista y compositora |
| 2013 | «Love Bullets»                                | #willpower                  | will.i.am                                   | Vocalista y compositora |
| 2013 | «The Last Day»                                | Innocents                   | Moby                                        | Vocalista y compositora |
| 2013 | «Asshole»                                     | The Marshall Mathers LP 2   | Eminem                                      | Vocalista y compositora |
| 2013 | «Only You» (con Lauriana Mae)                 | Girl Power                  | Cee Lo Green                                | Compositora             |
| 2014 | «Hero»                                        | Need for Speed (soundtrack) | Kid Cudi                                    | Vocalista               |
| 2014 | «Twisted»                                     | Shady XV                    | Eminem, Yelawolf                            | Vocalista               |
| 2014 | «New National Anthem»                         | Paperwork                   | T.I.                                        | Vocalista               |
| 2014 | «Shot Me Down»                                | Listen                      | David Guetta                                | Vocalista               |
| 2014 | «Rise»                                        | Listen                      | David Guetta                                | Vocalista               |
| 2014 | «Bed of Lies»                                 | The Pinkprint               | Nicki Minaj                                 | Vocalista y compositora |
| 2014 | «Tonight»                                     | Rose Colored Bass           | David Heartbreak                            | Vocalista               |
| 2014 | «Addicted to Love»                            | Endless Love                | —                                           | Vocalista               |
| 2015 | «I Know You»                                  | Cincuenta sombras de Grey   |                                             | Vocalista y compositora |
| 2015 | «I Will Return»                               | Furious 7                   |                                             | Vocalista y compositora |
| 2015 | «Beneath with Me»                             | —                           | Kaskade & Deadmau5                          | Vocalista               |
| 2016 | «Wreak Havoc»                                 | Escuadrón suicida           |                                             | Vocalista y compositora |
| 2017 | «Periscope»                                   | Crooked Teeth               | Papa Roach                                  | Vocalista               |